# Iglesia de San Juan Bautista (Libros)
La iglesia de San Juan Bautista es la parroquial de Libros (Teruel), municipio de la provincia de Teruel, en la (Comunidad Autónoma de Aragón, España).
Eclesiásticamente, pertenece a la Diócesis de Teruel y Albarracín, vicaría II, Arciprestazgo de Teruel Rural.

## Historia
Se carece de datos respecto a los orígenes de la iglesia parroquial de Libros, pero dada la antigüedad del lugar y su inicial dependencia de Villel tras la conquista cristiana a finales del siglo XII, cabe pensar que su primera iglesia pudo ser la capilla del Castillo de Libros, del que apenas quedan unos muros desmochados.
La iglesia de Libros perteneció al obispado de Zaragoza hasta 1577, año en que pasó al de Teruel.
A mediados del siglo XIX (1847), la iglesia de Libros pertenecía ya la diócesis de Teruel -hoy Teruel y Albarracín-, y estaba «servida por un cura de entrada y provisión ordinaria», esto es, por el obispo diocesano.
La iglesia actual es de estilo neoclásico, obra del siglo XIX rehecha o basada en otra barroca anterior del siglo XVII-siglo XVIII, pues en el muro de cabecera (testero) puede observarse un arco ligeramente apuntado, cegado. Asimismo, mirando el edificio desde la cabecera «se advierte también que ha sido recrecido, elevándose el hastial y el cuerpo central de la iglesia al menos dos metros, ello se hace evidente por la distinta mampostería y su revoco».
El templo sufrió los efectos de la Revolución Española de 1936, «fue desmantelado en 1936, por lo que todas sus imágenes son modernas», hubo «destrucción de la Iglesia y de los objetos de culto y profanación». Existe también es testimonio vecinal –Dionisio Miguel Gómez (Libros, 1931):

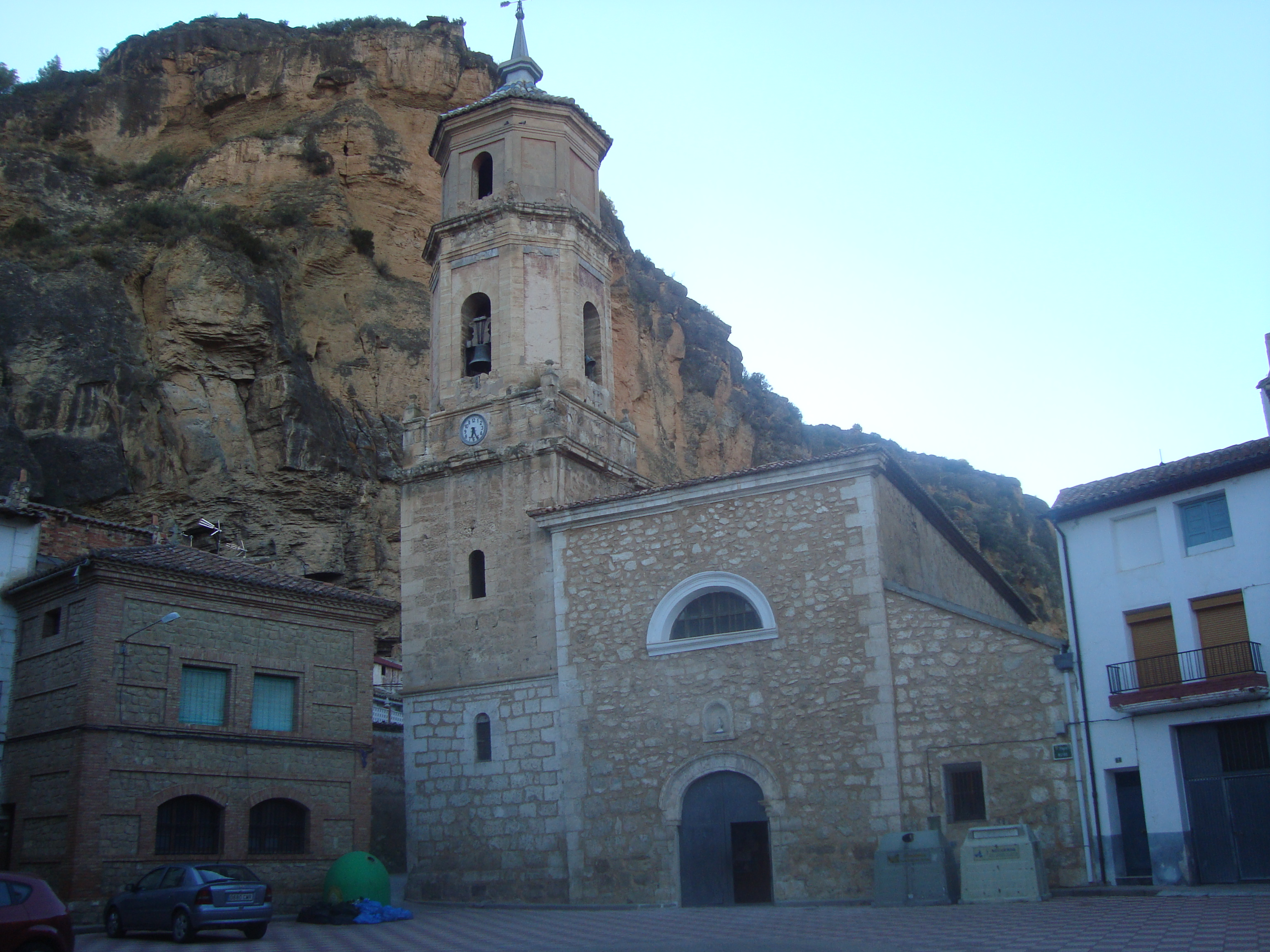
Iglesia parroquial San Juan Bautista de Libros (Teruel).

«Cuando comenzó la guerra tenía yo cinco años, pero todavía me acuerdo de cuando sacaron los santos, los quemaron en el centro de la plaza. Se llevaron unos campanos pequeños que había, pero las campanas grandes las dejaron. Las imágenes eran de teda, todas ardieron. La iglesia quedó desmantelada, después hacían cine dentro... -por otras fuentes sabemos que la iglesia hizo también de Hospital de Guerra-. Todas las imágenes que hay ahora son nuevas, pero de escayola; las antiguas eran mucho mejores. El retablo mayor lo trajeron de Teruel, creo que de la iglesia de la Merced. La pila bautismal es antigua, labrada en piedra, aquí me bautizaron a mí... Antaño el río se salía casi todos los años, inundando la plaza y el pueblo; recuerdo una vez que el agua entró hasta el altar. Por eso elevaron el piso de la plaza -y de la iglesia-, antes estaba mucho más hondo».
Libros, pueblo de Teruel, Alfredo Sánchez Garzón

## Ubicación y descripción
Situada en la plaza Mayor, en posición suroccidental respecto de la misma, la iglesia parroquial de Libros en un edificio parcialmente exento, de planta rectangular, orientado de este (pies) a oeste (cabecera), con muros de mampostería ordinaria y sillería en las esquinas, cobertura a tres aguas y torre-campanario cuadrangular a los pies, lado del evangelio:

«Posee un sólido zócalo de piedra y cinco cuerpos de torre, los tres primeros basados en piedra labrada con sillería en las esquinas, y ventanas en arco de medio punto en la fachada oriental. Dichos cuerpos están separados por un cornisamiento de piedra, más prominente y saledizo el que hay entre el segundo y tercer cuerpo. El tercer cuerpo forma una somera terracita con estructuras de adorno (boladas) en las esquinas: este cuerpo corresponde al piso del reloj, cuya esfera mira a la plaza. Sobre este tercer cuerpo se halla el piso de campanas, de planta octogonal, basado en mampostería con las esquinas y los vanos (arqueados) de las campanas en piedra sillera. Y sobre el cuarto el quinto cuerpo, asimismo octogonal y planta más estrecha, formando a modo de chapitel, con teja vidriada y prominente veleta de forja.».
Libros, pueblo de Teruel, Alfredo Sánchez Garzón

Parcialmente restaurado en algunos de sus elementos (fachada principal, primer cuerpo de torre y anexo, por el lado de la epístola), el portón de la entrada se halla enmarcado por un arco rebajado con altas impostas levemente voladas. Sobre el arco hay una hornacina labrada en piedra con la imagen del titular –San Juan Bautista-, y sobre ella una ventana rejada en semicírculo.
En el atrio interior, bajo el alto coro hay un par de columnas metálicas sujetando la estructura del arco carpanel. El templo posee una nave central con cúpula de medio cañón con lunetos y tres laterales a cada lado, con cúpula de arista. La nave central avanza hacia la cabecera mediante cuatro arcadas, el presbiterio –de planta cuadrangular- se halla dos escalones elevado por encima del piso del templo, tiene un altar exento delante y otro adosado (de obra) detrás, con retablo neoclásico de mazonería ocupando gran parte del testero:

«El retablo posee banco (sotabanco), con casamento central conteniendo imágenes en relieve relativas a santa Lucía Virgen, enmarcado por pilastras y columnas lisas. El ático posee cuadro central con imagen orante (Crucifijo y calavera) y la figura de un ángel de bulto delante, portando una corona en la mano derecha y una palma del martirio en la izquierda. [...], el retablo procede –presuntamente- de la iglesia de la Merced (Teruel), y nada tiene que ver con la advocación del templo. Debió colocarse a falta de otro mejor, pues el original fue destruido durante la Revolución de 1936».
Libros, pueblo de Teruel, Alfredo Sánchez Garzón

A los pies del retablo hay una imagen de la Virgen del Pilar (derecha) y un sagrario (izquierda). En el muro del evangelio puede verse una hornacina encristalada con una bonita imagen del titular del templo –San Juan Bautista-, mientras que en el del evangelio hay una puerta por la que se accede al recinto de la sacristía. En el presbiterio luce un óleo de la «Virgen de Rafael», notable obra de Gregorio Villarig del Cacho (Valencia, 1940): «El cuadro muestra una Virgen con Niño, teniendo como fondo el caserío de Libros, la iglesia y torre-campanario a la derecha».

## Imágenes y representaciones en capillas laterales

### Evangelio
- San Antonio Abad en hornacina de cúpula semiesférica con altarcito de peana y Virgen sobre mesa-altar (1ª capilla); Sagrado Corazón de Jesús, en hornacina con cúpula semiesférica (2ª capilla); Santo «portando cestillo con palomas» sobre mesa-altar y Pila Bautismal en piedra labrada y plafón cerámico en la parte superior, con la representación del Bautismo de Jesús (3ª capilla).[1]

### Epístola
- Santa Quiteria, en hornacina con cúpula semiesférica y altarcito de peana, Inmaculada Concepción en hornacina con cúpula y altarcito de peana (1ª capilla); Virgen del Carmen, en hornacina con cúpula semiesférica y altarcito de peana (2ª capilla); Virgen del Rosario, sobre mesa-altar y hornacina detrás y san Antonio de Padua, san Roque de Montpellier y san José, sobre altar de obra adosado (3ª capilla).[1]

A los pies del templo, en lado de la epístola está la «Capilla de la Comunión», donde se celebra habitualmente. En el espacio simétrico del lado del evangelio se halla la base de la torre, por donde se accede al alto coro y al campanario, con el reloj y el piso de campanas. El alto coro es un amplio espacio situado a los pies del templo, posee piso original de ladrillo cocido y baranda metálica de factura moderna, iluminado por una ventana semicircular. Desde el coro se observa una bella perspectiva general del templo –naves, altas cornisas, arcadas de la cúpula, lunetos, pilastras y presbiterio-, iluminado por seis ventanas circulares tipo ojo de buey, tres a cada lado.

## Reloj y campanas
El acceso a la torre-campanario se realiza mediante escalera tipo castellano, adosada a los muros con hueco central. El piso del reloj está en el tercer cuerpo de torre, «un espacio estrecho de techo bajo» donde se halla la maquinaria. El piso de campanas se halla en la siguiente altura (cuarto cuerpo de torre), posee cuatro vanos arqueados basados en piedra y tres campanas, con el vano de poniente parcialmente cegado. La campana mayor (del reloj) se halla en el vano que mira al «cerro de la Virgen» (oriental), posee yugo de madera y su diámetro de boca mide 59 cm, dice su epigrafía:

«AÑO DE 1817 * S. JVAN BAUTISTA/ CVRA D. MIGVEL PEREZ/ BENEFICIADO M. JVAN CALPE * REGIDOR MIGVEL/ HERNANDEZ * A DEVOCIÓN/ DE LOS VECINOS»

La campana menor se halla en el vano que mira la «Peña Rajera» (meridional), pose yugo de madera y su diámetro de boca mide 87 cm, dice su epigrafía:

«SE FUNDIO EN SIGÜENZA POR LOS/ COLINAS SIENDO PARROCO D/ CAYETANO ARGILES COADJUTOR/ D. VICTOR ALEGRE ALCALDE D/ JOQUIN MIGUEL Y SECRETARIO/ D. JOAQUIN GOMEZ * AÑO DE 1900»

Hay también un campanito en el vano que mira «El Mortero» (septentrional), de pequeño tamaño y epigrafía ilegible, asimismo con yugo de madera.